# Шалыгина, Ксения Владимировна
Ксения Владимировна Шалыгина (род. 5 сентября 1998, Акмолинская область) — казахстанская лыжница, мастер спорта международного класса, серебряный призер Азиатских игр в Харбине 2025 года, двукратный бронзовый призёр Универсиады 2023 года, участница зимних Олимпийских игр 2022 года.

## Спортивные результаты
| Год  | Соревнование                                                   | Место         | Индивидуальная гонка | Скиатлон | Масс-старт | Эстафета | Смешанная эстафета | Спринт | Командный спринт |
| ---- | -------------------------------------------------------------- | ------------- | -------------------- | -------- | ---------- | -------- | ------------------ | ------ | ---------------- |
| 2018 | Чемпионат мира по лыжным видам спорта среди юниоров 2018       | Гомс          | 35                   | DNF      | —          | 14       | —                  | 50     | —                |
| 2019 | Чемпионат мира по лыжным видам спорта среди юниоров 2019 (U23) | Лахти         | 50                   | —        | 43         | —        | —                  | 50     | —                |
| 2019 | Зимняя Универсиада 2019                                        | Красноярск    | 15                   | —        | 19         | —        | —                  | 20     | —                |
| 2020 | Чемпионат мира по лыжным видам спорта среди юниоров 2020 (U23) | Обервизенталь | 45                   | —        | 37         | —        | 10                 | 46     | —                |
| 2021 | Чемпионат мира по лыжным видам спорта среди юниоров 2021 (U23) | Вуокатти      | 39                   | 32       | —          | —        | 15                 | —      | —                |
| 2022 | Зимние Олимпийские игры 2022                                   | Пекин         | 53                   | 48       | —          | 15       | —                  | 67     | 19               |